# Данилівка (Ялтинський район)
Дани́лівка (до 1948 року — Ай-Дані́ль, Ай-Дані́л, крим. Ay Danil) — селище в Україні, у складі Ялтинського району Автономної Республіки Крим.
Відстань від райцентру до населеного пункта становить 8 кілометрів по прямій.

## Історія
У середньовіччя місцевість була передмістям Гурзуфа. До кінця минулого століття тут збереглися залишки двох старовинних церков, можливо, одна з них була присвячена святому Даниїлу, звідки походить і назва місцевості.
Ця ділянка землі на початку XIX століття належала відомому ботаніку, директору Нікітського ботанічного саду X. Стевену. Перед проведенням шосе Сімферополь — Ялта новоросійський генерал-губернатор граф Воронцов купив Ай-Даніль та заклав тут маєток. У 1826 почалися перші посадки виноградників, до 1835 загальна площа їх становила 15 гектарів. Підводилася вода, був споруджений і фонтан, повз який нині проходить дорога.
Після депортації у 1944 році кримських татар, у 1948 році селище Ай-Даніль було перейменовано на Данілівку.